# Bagrat VI av Georgien
Bagrat VI av Georgien, död 1478, var en georgisk monark. Han var kung i kungariket Georgien mellan 1465 och 1478.